# David Caiado
David Caiado Dias (Lussemburgo, 2 maggio 1987) è un ex calciatore portoghese con cittadinanza lussemburghese, di ruolo centrocampista.

## Palmarès

### Club

#### Competizioni nazionali
- Coppa di Bulgaria: 1

Beroe: 2012-2013
- Supercoppa di Bulgaria: 1

Beroe: 2013